# Phoenix City Hall

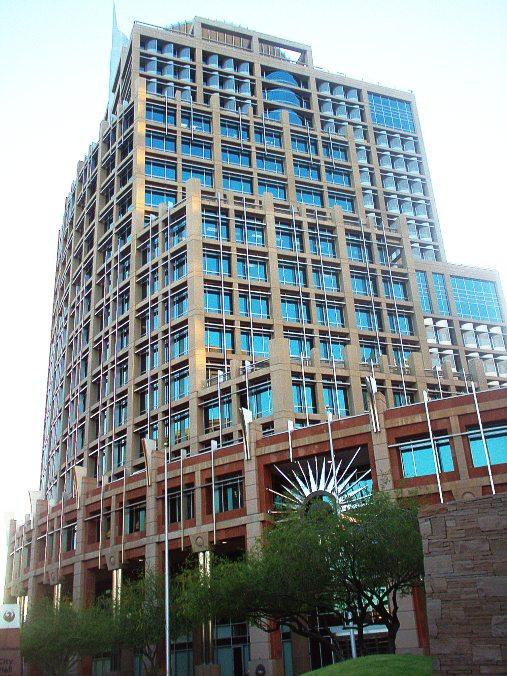
Phoenix City Hall

Die Phoenix City Hall ist das Rathaus von Phoenix (Arizona). 

## Beschreibung
Das in Downtown Phoenix liegende Gebäude hat 20 Stockwerke und ist 112 m hoch, womit es das neunthöchste der Stadt ist. Das im Stil der Postmoderne gestaltete Rathaus wurde von dem Architekten Langdon Wilson entworfen, der später in Phoenix auch für die Errichtung des Sandra Day O’Connor United States Courthouse zuständig war. Die Phoenix City Hall ersetzte nach zweijähriger Bauzeit 1994 die im Calvin C. Goode Municipal Building untergebrachte Old City Hall als Sitz der Stadtverwaltung. Die Baukosten betrugen inklusive des benachbarten Parkhauses, der Plaza auf der 2nd Avenue und der Renovation des alten Rathauses 83 Millionen US-Dollar.
Nach den Terroranschlägen am 11. September 2001 war der Nordeingang der Phoenix City Hall für bestimmte Zeit gesperrt.